# 하이마 S5
하이마 S5(영어: Haima S5)는 중국의 자동차 메이커인 하이마 오토모빌에서 생산하는 컴팩트 CUV이다.

## 1세대

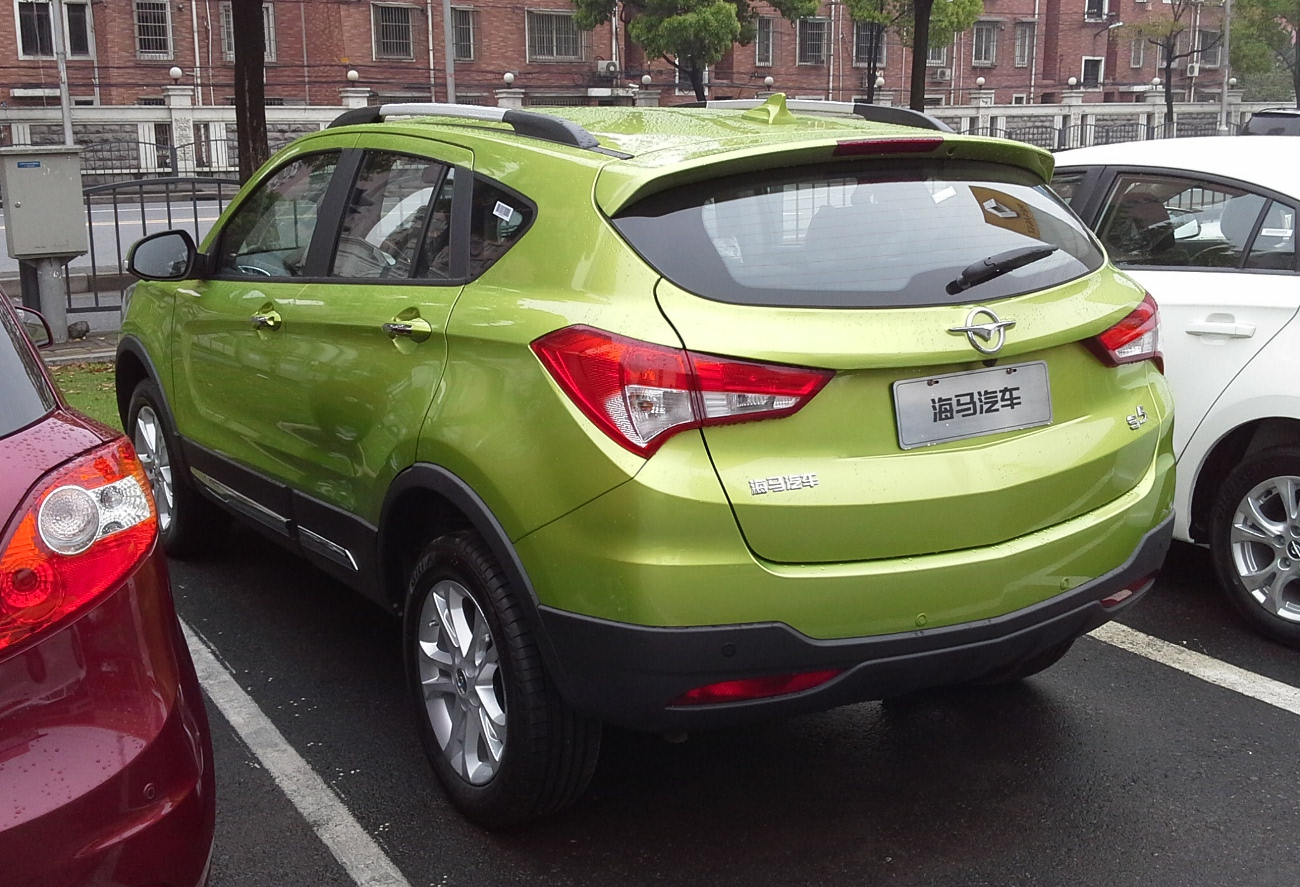
하이마 S5의 후면

2014년 베이징 오토 차이나 쇼에서 데뷔했으며, 89,800위안에서 107,800위안의 가격대로 출시되었다.

### 파워트레인
2014년 4월 120마력, 160Nm의 자연흡기 1.6리터 가솔린 엔진과 5단 수동 변속기를 탑재하고 출시되었다.

## 2세대

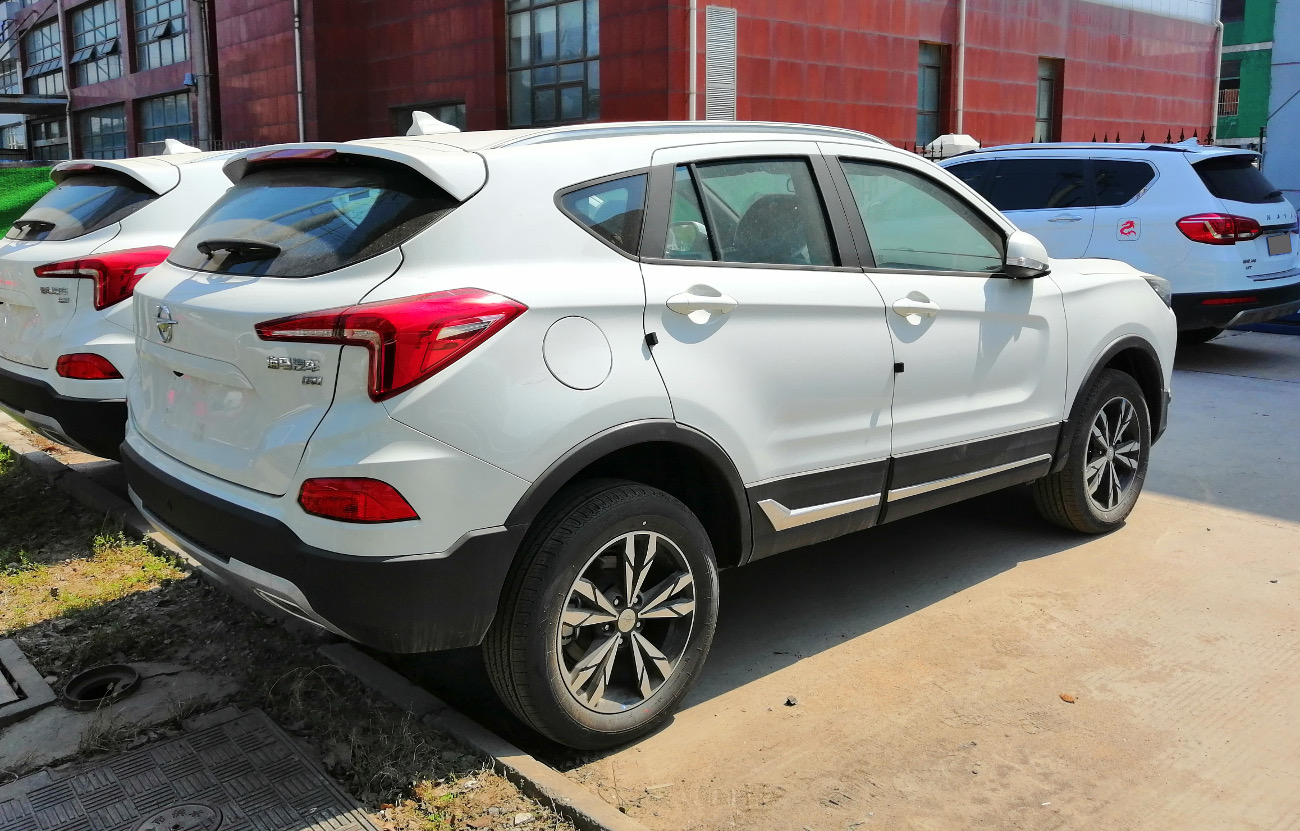
하이마 S5 II의 후면

2018년 베이징 오토쇼에서 선보였으며, 전면 및 후면 패시아의 스타일이 변경되었다.

### 파워트레인
2세대 하이마 S5는 5단 수동 기어박스와 결합된 1.6리터 가솔린 엔진, 6단 수동 기어박스와 결합된 1.5리터 가솔린 터보 엔진, CVT와 결합된 1.5리터 가솔린 터보 엔진, 6단 수동 기어박스와 결합된 1.2리터 가솔린 터보 엔진, 6단 자동 기어박스와 결합된 1.2리터 가솔린 터보 엔진, 7단 DCT와 결합된 1.2리터 가솔린 터보 엔진과 함께 제공된다.

### 하이마 6P
하이마 S5 2세대의 플러그인 하이브리드 버전으로 2021년 2월에 출시되었다. 2세대 하이마 S5 모델을 기반으로 하지만 동일한 기본 외관 스타일을 활용한다. 1.2L 터보 엔진과 영구 자석 전기 모터를 결합하였다. 관계자에 따르면 0~100km/h 가속은 7.5초이며, 기어박스는 7단 습식 DCT이다. 연료 소비량은 1.38L/100km로, 배터리는 밀도가 142Wh/kg인 CATL에서 공급하는 NCM811 배터리 모듈이다.